# Gioacchino Albertini
Gioacchino Albertini, también conocido como Joachim Albertini (Pesaro, 30 de noviembre de 1748-Varsovia, 27 de marzo de 1812) fue un compositor de música clásica, italiano de nacimiento, pero que pasó gran parte de su vida en Polonia al servicio de Estanislao II Poniatowski. Compuso varias óperas, entre ellas Don Juan albo Ukarany libertyn (Don Juan o el libertino castigado) basada en el mito de Don Juan, que fue estrenada en el año 1780. También escribió música sacra, composiciones instrumentales y cantatas.

## Óperas
- La cacciatrice brillante (1772)
- Don Juan albo Ukarany libertyn (1783)
- Circe e Ulisses (1785)
- Virginia (1786)
- Scipione Africano (1789 )
- La vergine vestale (1803 )